# Яворовец
Яворовец (болг. Яворовец) — село в Болгарии. Находится в Старозагорской области, входит в общину Мыглиж. Население составляет 7 человек.

## Политическая ситуация
В местном кметстве Дыбово, в состав которого входит Яворовец, должность кмета (старосты) исполняет Тонё  Пенчев Бенев (Демократическая партия (ДП)) по результатам выборов правления кметства.
Кмет (мэр) общины Мыглиж — Стойчо Иванов Цанев (Болгарская социалистическая партия (БСП)) по результатам выборов в правление общины.